# Parargyrops edita
Parargyrops edita és un peix teleosti de la família dels espàrids i de l'ordre dels perciformes.

## Particularitats
Parargyrops edita és l'única espècie del gènere Parargyrops.
Es troba a les costes de la Xina.